# Platanákia (Piérie)
Platanákia, en grec moderne : Πλατανάκια, est un village du dème de Díon-Ólympos, de Macédoine-Centrale en Grèce.
Selon le recensement de 2011, la population du village s'élève à 294 habitants.